# Fuerzas de Apoyo de Ucrania
Las Fuerzas de Apoyo de Ucrania constituyen una rama especializada de las Fuerzas Armadas de Ucrania, cuya misión es proporcionar el respaldo técnico-operativo necesario para el funcionamiento eficaz del conjunto de las Fuerzas Armadas. Estas fuerzas están organizadas en varios componentes funcionales clave que garantizan la continuidad de las operaciones militares, el flujo de información y la protección del entorno operativo.

## Estructura

### Tropas de ingeniería
| Unidad | Unidad                                            |
| ------ | ------------------------------------------------- |
|        | Dirección de Tropas de Ingeniería                 |
|        | 20.º Arsenal de Tropas de Ingeniería              |
|        | 23.º Regimiento de Posicionamiento de Ingeniería  |
|        | 47.ª Brigada Independiente de Ingeniería          |
|        | 48.ª Brigada de Ingeniería de Kamianets-Podilskyi |
|        | 49.ª Brigada Independiente de Desbloqueo          |
|        | 70.ª Brigada Independiente de Apoyo               |
|        | 107.º Centro de Apoyo Vial                        |
|        | 211.ª Brigada de Puentes y Pontones               |
|        | 808.ª Brigada Independiente de Apoyo              |
|        | Base Central de Municiones de Ingeniería n.º 3046 |
|        | Centro de Obras Especiales de Ingeniería          |

Las tropas de ingeniería están especializadas en la preparación del terreno y en asegurar la movilidad y protección de las unidades en combate. Entre sus tareas se incluyen la construcción de fortificaciones defensivas, la instalación y remoción de campos minados, la edificación de puentes móviles o temporales, la apertura de rutas seguras en zonas contaminadas o dañadas, y el apoyo a operaciones de cruce de ríos. También desempeñan funciones clave en la respuesta ante desastres naturales y tareas humanitarias.

### Tropas de señal y comunicaciones
Estas tropas garantizan las comunicaciones tácticas y estratégicas entre los distintos niveles de mando militar. Están encargadas de instalar y operar redes de radio, satélite, microondas y sistemas de transmisión de datos cifrados, tanto en tiempo de paz como durante operaciones de combate. Su trabajo permite el flujo seguro de información, la coordinación entre unidades y el control eficaz de las operaciones militares, incluso en entornos de guerra electrónica o interferencias.

### Tropas de guerra electrónica
Las unidades de guerra electrónica (REB) tienen como objetivo interrumpir, degradar o inutilizar los sistemas de comunicación, navegación y vigilancia del enemigo. Emplean una variedad de equipos para interferir señales de radio, GPS y radar, además de realizar tareas de escucha e inteligencia electrónica. Paralelamente, trabajan para proteger las propias comunicaciones frente a intentos de interceptación o interferencia, jugando un papel crucial en la superioridad informativa en el campo de batalla moderno.

### Tropas de defensa NBQ (nuclear, biológica y química)
| Unidad | Unidad                                              |
| ------ | --------------------------------------------------- |
|        | Dirección de Tropas                                 |
|        | Centro de Cálculo y Análisis de las Fuerzas Armadas |
|        | 704.º Regimiento Independiente                      |
|        | 536.ª Base Central de Reparación y Almacenamiento   |

Estas tropas están entrenadas para operar en entornos contaminados por agentes nucleares, biológicos o químicos. Su función es detectar, identificar y medir niveles de contaminación, establecer zonas seguras, realizar tareas de descontaminación de personal, equipos y vehículos, y asegurar la protección colectiva de las tropas. También participan en la gestión de crisis en situaciones de emergencia civil relacionadas con materiales peligrosos.

### Tropas topográficas y geodésicas
| Unidad | Unidad                                                           |
| ------ | ---------------------------------------------------------------- |
|        | Dirección de Topografía Militar y Navegación                     |
|        | 8.º Centro Editorial y de Publicaciones                          |
|        | 13.º Centro Fotogramétrico                                       |
|        | 16.º Centro de Planificación y Control del Apoyo a la Navegación |
|        | 22.ª Unidad Cartográfica Militar                                 |
|        | 64.º Centro Topogeodésico                                        |
|        | 115.º Centro Cartográfico                                        |
|        | 61.º Centro Topogeodésico                                        |

Encargadas de proporcionar soporte cartográfico y geoespacial a las Fuerzas Armadas, estas tropas generan mapas topográficos, modelos digitales del terreno, datos GPS y análisis geodésicos que son esenciales para la planificación y ejecución de operaciones. Usan tecnologías modernas de teledetección, drones cartográficos y estaciones geodésicas para ofrecer información precisa y actualizada a los mandos militares.